# Роайомон
„Роайомо̀н“ (на френски: Royaumont) е културен център в сградите на стар цистерциански манастир в Аниер сюр Оаз, Франция.
Основан през 1228 година от крал Луи IX, манастирът е сред най-влиятелните в средновековна Франция. През 1791 година, по време на Френската революция, е секуларизиран и превърнат в текстилна фабрика, а през 1869 – 1905 година отново е манастир. След това е купен от индустриалеца и меценат Жул Гоуен, който го превръща в културен център с фокус върху музикалното изкуство.